# Escalade aux Jeux mondiaux de 2013
Navigation
Kaohsiung 2009 Wrocław 2017
Les épreuves d'escalade aux Jeux mondiaux de 2013 se sont déroulés les 3 et 4 août 2013 au vélodrome Alcides Nieto de Cali, en Colombie. Seules les disciplines de la vitesse et de la difficulté étaient au programme.

## Épreuves et athlètes sélectionnés
Les disciplines incluses au programme des jeux sont celles de la difficulté et de la vitesse.  Dix-huit concurrents et concurrentes prendront parts aux épreuves dans leurs disciplines respectives, soit un total de 72 athlètes.
La sélection des participants à ces jeux mondiaux se fait au cours des compétitions phares de l'année 2012. La liste des sportifs sélectionnés est établie le 15 janvier 2013. Les délégations nationales doivent confirmer leur participation avant le 17 février. La liste des participants est finalement arrêtée le 31 juillet 3013.

## Palmarès

### Podiums de la difficulté
| Catégorie | Or                       | Argent         | Bronze               |
| --------- | ------------------------ | -------------- | -------------------- |
| Hommes    | Ramon Julian Puigblanque | Jakob Schubert | Magnus Midtbø        |
| Femmes    | Mina Markovic            | Jain Kim       | Dinara Fakhritdinova |

### Podiums de la vitesse
| Catégorie | Or                     | Argent            | Bronze         |
| --------- | ---------------------- | ----------------- | -------------- |
| Hommes    | Dmitrii Timofeev (es)  | Stanislav Kokorin | Qixin Zhong    |
| Femmes    | Alina Gaidamakina (es) | Mariia Krasavina  | Iuliia Kaplina |

### Tableau des médailles
| Rang  | Nation       | Or | Argent | Bronze | Total |
| ----- | ------------ | -- | ------ | ------ | ----- |
| 1     | Russie       | 2  | 2      | 2      | 6     |
| 2     | Espagne      | 1  | 0      | 0      | 1     |
| 2     | Slovénie     | 1  | 0      | 0      | 1     |
| 4     | Autriche     | 0  | 1      | 0      | 1     |
| 4     | Corée du Sud | 0  | 1      | 0      | 1     |
| 6     | Norvège      | 0  | 0      | 1      | 1     |
| 6     | Chine        | 0  | 0      | 1      | 1     |
| Total | Total        | 4  | 4      | 4      | 12    |